# Tingotingo porotiti
Tingotingo porotiti – gatunek pająka z rodziny Malkaridae i podrodziny Tingotinginae. Występuje endemicznie na Nowej Zelandii.

## Taksonomia
Gatunek ten opisany został po raz pierwszy w 2020 roku przez Gustava Hormigę i Nikolaja Scharffa na łamach Invertebrate Systematics w ramach rewizji taksonomicznej nowozelandzkich Malkaridae. Wyznaczono go gatunkiem typowym rodzaju. Jako miejsce typowe wskazano dolinę Orongorongo. Epitet gatunkowy oznacza w języku maoryskim „okrągły” i odnosi się do kształtu dysków na opistosomie tych pająków.

## Morfologia
Samice osiągają od 2,92 do 3,17 mm, a samce od 2,63 do 3,25 mm długości ciała. Prosoma jest ciemnobrązowa, w widoku bocznym prostokątna, pozbawiona podziału na część głowową i tułowiową. U samic prosoma ma od 1,13 do 1,21 mm długości i od 0,91 do 0,95 mm szerokości, zaś u samców od 1,13 do 1,29 mm długości i od 0,87 do 0,95 mm szerokości. Jamka karapaksu wykształcona jest w postaci słabej, podłużnej linii zajmującej około 0,15 jego długości. Wszystkie oczy oddalone są od siebie na odległości mniejsze niż ich średnice. Oczy środkowych par rozstawione są na planie czworokąta o przedniej krawędzi tak szerokiej jak tylna. Wysokość nadustka jest 3,1 raza większa od średnicy oczu pary przednio-środkowej. Szczękoczułki mają dwa zęby na krawędzi przedniej, dwa zęby na krawędzi tylnej i niewielką nabrzmiałość w części nasadowej od strony przedniej. Sternum jest tarczowate. Odnóża pierwszej pary mają uda o długości wynoszącej 0,92–0,95 długości karapaksu. Opistosoma (odwłok) ma ciemnobrązowe, silnie zesklerotyzowane skutum i ciemnobrązowe dyski ze szczecinkami.
Nogogłaszczki samca mają dłuższe niż szerokie, pozbawione wyrostków i apofiz, stępione na szczycie cymbium, na szczycie podzielone na dwie gałęzie, z których tylna jest krótsza i sierpowata paracymbium, powiększony u nasady i nitkowaty dalej embolus oraz zakrywający prawie całą długość embolusa wyrostek sierpowaty konduktora. Samica ma słabo wyodrębnione epigynum, osobno zakapsułkowane przewody kopulacyjne i dłuższe niż szerokie spermateki.

## Ekologia i występowanie
Pająk ten zasiedla lasy zdominowane przez bukany. Prowadzi skryty tryb życia. Bytuje w ściółce i pod butwiejącymi kłodami. 
Gatunek ten występuje endemicznie na Wyspie Północnej Nowej Zelandii. Znany jest tylko z regionu Wellington oraz południowej części regionu Manawatu–Wanganui na południu wyspy.